# Zosterop dorsigrís
El zosterop dorsigrís (Zosterops lateralis) és un ocell de la família dels zosteròpids (Zosteropidae) que habita zones amb arbres, matolls i ciutats de l'est, sud i est d'Austràlia i illes properes, Tasmània, illes Nord i Sud de Nova Zelanda, illes Chatham, Campbell, Vanuatu, Nova Caledònia, Loyauté, Banks, Fiji i Tuamotu.